# Charles Marion
Charles Léonce Pierre Marion (Saint-Germain-en-Laye, 14 de enero de 1887-Annecy, 16 de noviembre de 1944) fue un jinete francés que compitió en la modalidad de doma. Participó en dos Juegos Olímpicos de Verano en los años 1928 y 1932, obteniendo tres medallas, plata en Ámsterdam 1928 y oro y plata en Los Ángeles 1932.

## Palmarés internacional
| Juegos Olímpicos | Juegos Olímpicos             | Juegos Olímpicos | Juegos Olímpicos |
| Año              | Lugar                        | Medalla          | Categoría        |
| ---------------- | ---------------------------- | ---------------- | ---------------- |
| 1928             | Ámsterdam (Países Bajos)     | Medalla de plata | Individual       |
| 1932             | Los Ángeles (Estados Unidos) | Medalla de oro   | Por equipos      |
| 1932             | Los Ángeles (Estados Unidos) | Medalla de plata | Individual       |